# Heriot-Watt University
Die Heriot-Watt University (HWU) ist eine der drei in der schottischen Hauptstadt Edinburgh ansässigen Universitäten. Sie ging aus der 1821 gegründeten School of Arts of Edinburgh hervor, die als eine Technikerschule begann, und gilt damit als weltweit erste Technische Hochschule. Den Universitätsstatus erhielt sie 1966. Ursprünglich im Zentrum von Edinburgh gelegen, befindet sich der Haupt-Campus heute im Stadtteil Riccarton im Grünen, wohin die Universität seit 1971 schrittweise umsiedelte. Ableger sind der Scottish Border Campus (vorher Scottish College of Textiles) in Galashiels, das International Centre for Island Technology (ICIT) in Stromness auf den Orkney-Inseln (als Teil des Instituts für Erdöltechnologie) und seit 2006 ein Ableger in Dubai (Heriot-Watt University Dubai). Im Februar 2015 nahm die Universität einen weiteren Campus in Putrajaya, Malaysia in Betrieb.
Die Universität ist nach dem Erfinder der Dampfmaschine James Watt und George Heriot, einem Juwelier, Philanthropen und Bankier von König Jakob I. (England) aus dem 16. Jahrhundert, benannt. Der Name Watt kam schon 1852 in den Namen der Universität, ab 1885 lautete er „Heriot Watt College“. Ab 1869 waren auch Frauen zugelassen.
Angegliedert ist die Edinburgh Business School, die auch ein umfangreiches Fernstudienprogramm hat.
Prinzipal und Vizekanzler und damit Leiter der Hochschule ist seit 2015 der Ingenieur Richard Williams. Als Kanzler mit weitgehend repräsentativen Aufgaben wurde der schottisch-stämmige und in Kanada ansässige Bergbauingenieur Robert Buchan berufen.

## Studierende
Im Studienjahr 2019/2020 waren unter den 11.155 Studierenden 4.475 weiblich und 6.680 männlich. 5.850 kamen aus Schottland, 1.510 aus England und 895 aus der EU. 8.150 arbeiteten auf ihren ersten Hochschulabschluss hin, sie waren damit undergraduates. 3.005 strebten einen höheren Abschluss, z. B. einen Master, an, sie waren also postgraduates.
2013/2014 hatte die Universität 8.775 Studenten (mit Fernkursen, angeschlossene Partnereinrichtungen und den Niederlassungen in Dubai und Malaysia 28.875). Mehr als ein Drittel der Präsenzstudenten an den Standorten in Schottland kam dabei aus dem Ausland.

## Fakultäten
- Energy, Geoscience, Infrastructure & Society
  - Centre of Excellence in Sustainable Building Design
  - Institute for Infrastructure & Environment
  - Institute of Petroleum Engineering
  - Social Policy, Housing, Environment & Real Estate
- Engineering & Physical Sciences
  - Biological Chemistry, Biophysics & Bioengineering
  - Institute of Chemical Sciences
  - Institute of Mechanical, Process and Energy Engineering
  - Institute of Photonics and Quantum Sciences
  - Institute of Sensors, Signals and Systems
- Life Sciences
  - Psychology
  - International Centre for Brewing and Distilling (ICBD)
  - Centre for Marine Biodiversity & Biotechnology (CMBB)
  - International Centre for Island Technology
- Management & Languages
  - Accountancy, Economics & Finance
  - Business Management
  - Languages & Intercultural Studies
- Mathematical & Computer Sciences
  - Actuarial Mathematics & Statistics
  - Computer Science
  - Mathematics
- Textiles & Design
- Edinburgh Business School

## Persönlichkeiten
- Der Schriftsteller Irvine Welsh (* 1958), bekannt durch seinen Roman Trainspotting, absolvierte ein Managementstudium an der Heriot-Watt University.
- Der Fußballspieler und -trainer Jack Ross (* 1976), der auch zwei Kinderbücher schrieb, erhielt seinen Master in Wirtschaft von der Heriot-Watt University.[9]
- Der Schauspieler Greg Wise (* 1966) brach sein Architekturstudium an der Heriot-Watt University ab, um ans Konservatorium Schottlands zu gehen.